# Hermanos Horten
Walter Horten (nació el 13 de noviembre de 1913 y falleció el 9 de diciembre de 1998 en Baden-Baden, Alemania) y Reimar Horten (nació el 12 de marzo de 1915 y falleció el 14 de agosto de 1993 en Villa General Belgrano, Argentina), a veces acreditados como los Hermanos Horten, fueron pilotos de avión alemanes. Walter era piloto de combate en el frente occidental, pilotando un Me 109 en los primeros seis meses de la Segunda Guerra Mundial, en el Jagdgeschwader 26, finalmente se convirtió en el oficial técnico de la unidad. Reimar también se formó como piloto de los Me 109, pero más tarde, en agosto de 1940, fue transferido a la escuela de pilotos de planeadores en Braunschweig, obtuvo su doctorado en matemáticas en la Universidad de Göttingen, habiendo reanudado sus estudios en 1946 con la ayuda de Ludwig Prandtl. Los Hermanos Horten diseñaron algunos de los aviones más avanzados de la década de 1940, incluyendo la primera ala volante con motor de turbina a reacción del mundo, el Horten Ho 229.

## Biografía

### Primeros años
Entre  las guerras mundiales, el Tratado de Versalles limitaba la construcción de aviones militares alemanes. En respuesta, el vuelo militar alemán se convirtió en semi-clandestino, tomando la forma de "clubes" civiles donde los estudiantes eran entrenados en planeadores bajo la supervisión de los veteranos de la Primera Guerra Mundial. Como adolescentes, los hermanos Horten se involucraron en tales clubes de vuelo.
Este regreso a lo básico en la educación, y una admiración del diseñador alemán de aviones Alexander Lippisch, llevaron a los Horten lejos de las tendencias de diseño dominantes de los años 1920 y 1930, y hacia la experimentación con fuselajes no convencionales de aeronaves, la construcción de modelos y luego llenar la casa de sus padres con los planeadores de madera a escala completa. El primer planeador Horten voló en 1933, momento en que ambos hermanos eran miembros de la Juventud Hitleriana.

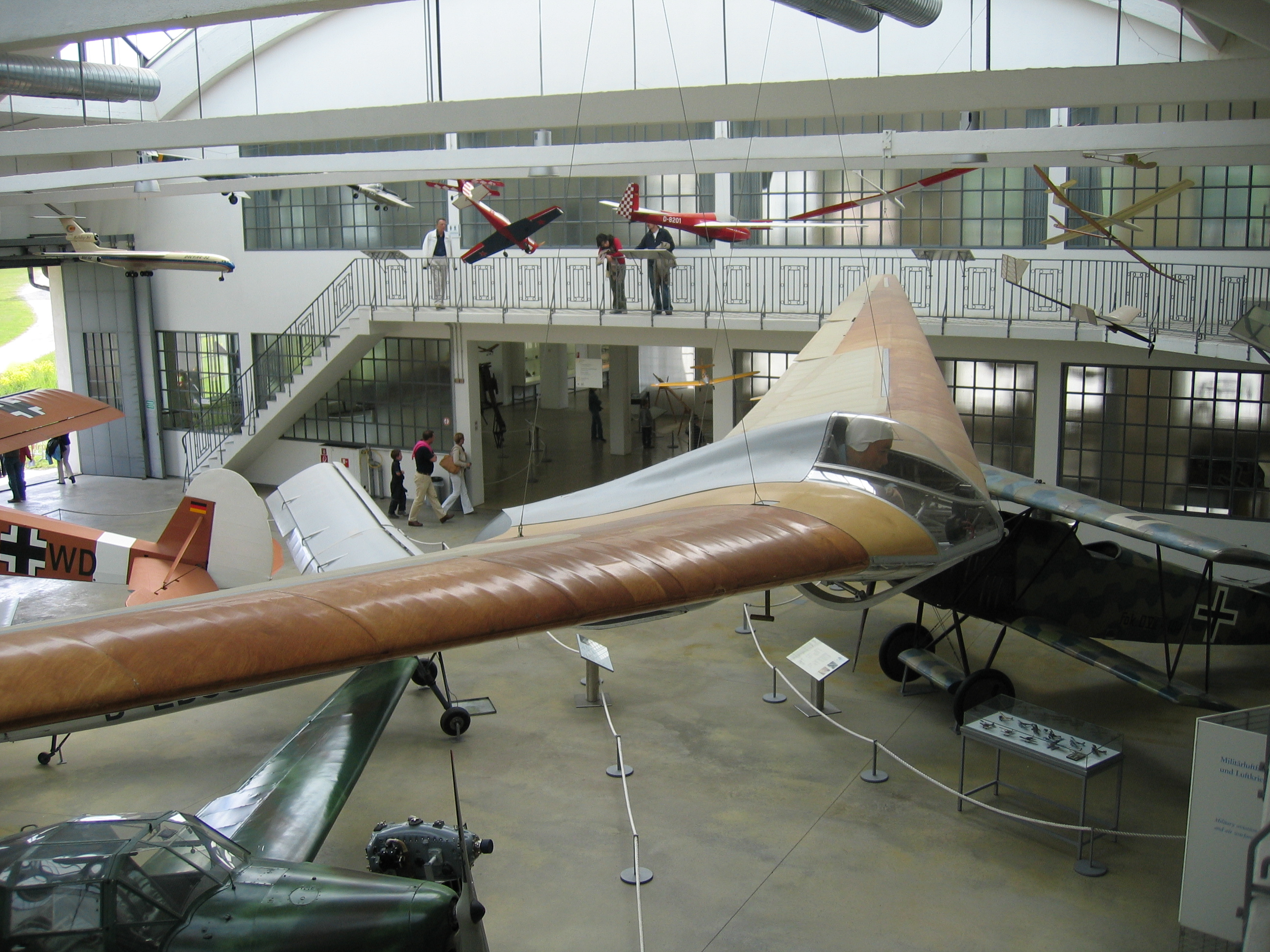
Horten Ho IV ala volante exhibida en el Museo Alemán Flugwerft Schleissheim

Los diseños de planeadores de los Horten eran extremadamente simples y aerodinámicos, generalmente consistían en un enorme, ala sin cola al estilo albatros con una pequeña cabina en el fuselaje, en el que el piloto yacía boca abajo. La gran ventaja de los diseños de los Horten fue el extremadamente bajo arrastre inducido (resistencia aerodinámica) de sus fuselajes.

### Durante la Segunda Guerra Mundial
En 1933, con Adolfo Hitler en el poder y el Tratado de Versalles sin efecto, Walter y Reimar habían entrado en la Luftwaffe como pilotos. (Un tercer hermano, Wolfram, murió al volar un bombardero en Dunquerque). También fueron llamados como consultores de diseño, aunque la comunidad aeronáutica de Alemania tendía a considerar a los Horten como que no eran parte de la élite cultural. Sin embargo, ambos eran miembros del partido nazi.
Walter participó en la Batalla de Inglaterra, volando en secreto como piloto de flanco para Adolf Galland, y derribando siete aviones británicos.
En 1935, los Horten comenzaron a utilizar aviones con motor, con el debut del Horten H-II con una configuración propulsora. La Luftwaffe, sin embargo, no utilizó en realidad muchos de los diseños de los Horten hasta 1942, pero dio un apoyo entusiasta a un avión de caza doble-turborreactor bombardero, designado en virtud de los protocolos en tiempo de guerra como el Horten Ho-IX. Para poder finalizar los prototipos Horten Ho 229, los hermanos Horten se adjudicaron 500 000 Reichsmarks.

El Horten Ho 229, el primer ala volante del mundo propulsada con motor jet

Asegurar que les asignasen turborreactores fue difícil en tiempos de guerra, otros proyectos realizados tenían mayor prioridad debido a su rango en el esfuerzo global de la guerra. Aunque el turborreactor equipado Horten H-IX V2 casi alcanzó en ese entonces los sorprendentes 1000 km/h en los ensayos, el proyecto pronto fue entregado a la fábrica, hasta entonces de baja tecnología, Gothaer Waggonfabrik, como Horten Ho 229 (posteriormente llamado Gotha Go 229). El Horten Ho 229 fue capturado por el Ejército de Estados Unidos a finales de la Segunda Guerra Mundial, en el que el tercer prototipo de la aeronave, el Horten Ho-IX V3 está guardado actualmente en el Instituto Smithsoniano en Washington D. C..
El Horten Ho 229 fue un avión de combate con un gran potencial, pero llegó demasiado tarde para ver el servicio. Entre otros diseños avanzados de los Horten en la década de 1940 fue el ala delta supersónica Horten Ho-X, diseñado como un híbrido entre turborreactor de combate y cohete con una velocidad máxima de Mach 1.4, pero probado sólo como planeador (como el Horten H-XIII). Su revolucionario diseño furtivo incluía unas capas de madera y carbón en el interior del contrachapado de madera especial que en teoría podía reducir la huella y el alcance de detección del radar. Si la aerodinámica de las alas volantes Horten, inspirada en el concepto de la 'Distribución de la sustentación en forma de campana', de Ludwig Prandtl, era muy avanzada, las estructuras estaban anticuadas, pues los Horten eran básicamente diseñadores de planeadores. Los hermanos Horten también trabajaron en el Horten Ho-XVIII, un bombardero intercontinental que era parte del proyecto Amerika Bomber. La planta del ala del avión sin piloto Lockheed Martin RQ-170 Sentinel es básicamente la del Horten Ho-IX/ Gotha Go-229

### Después de la Segunda Guerra Mundial
Al terminar la guerra, Reimar Horten emigró a Argentina después de fallidas negociaciones con el Reino Unido y China, donde continuó el diseño y construcción de planeadores, un avión supersónico de ala delta experimental I.Ae 37 "Delta" y un carguero ala volante cuatrimotor I.Ae 38 "Naranjero", el uso previsto para el carguero era el de llevar la producción de naranjas para la exportación. Del primero, sólo se completó el prototipo en madera, y del segundo, realizó algunos vuelos de prueba. El  carguero era comercialmente infructuoso. Walter permaneció en Alemania después de la guerra y continuó como un oficial después de la guerra en la Fuerza Aérea Alemana. Reimar murió en su rancho en Argentina en 1994, mientras que Walter murió en Alemania en 1998.
A fines de 1940, el personal del Proyecto Signo, la investigación de la Fuerza Aérea de los Estados Unidos, para estudiar el fenómeno de los platillos voladores, consideró en una de sus conclusiones, la posibilidad de que los ovnis podrían haber sido aviones secretos fabricados por la Unión Soviética sobre la base de los diseños de los Hermanos Horten.

## Aeronaves sobrevivientes
- Ejemplares sin restaurar de los planeadores Horten H-III h y Horten H-VI  se muestran en las instalaciones del Centro Steven F. Udvar-Hazy del Museo Nacional del Aire y el Espacio de Estados Unidos en Washington D. C..
- Dos de los planeadores Horten construidos en Argentina se puede ver en el Museo Nacional de Aeronáutica ubicado en Morón, a pocos kilómetros al oeste de Buenos Aires.
- El turborreactor Ho 229 V3 llevado a los EE. UU. como parte de la Operación Paperclip para la evaluación está almacenado en el Museo Nacional del Aire y el Espacio de Estados Unidos a la espera de restauración.
- Un ejemplar de la planeador Horten H-IV se encuentra en el museo "Aviones de la Fama"  en Chino, California.
- Un Horten H-IV restaurado también está en exhibición en el Deutsches Museum en Múnich.
- Un planeador Horten H-Ib (LV-X017) fue construido en el año 1954. Posteriormente, Diego Alfonso Roldan Knollinger restauró el planeador durante los años de 2007 a 2008[8] y realizó un vuelo en 2008.[9] El Horten H-Ib es propiedad del Club de Planeadores Otto Ballod donde reside actualmente, en la Ciudad Adolfo Gonzales Chaves, Argentina.
- Un planeador I.Ae 34 "Clen Antú" se encuentra restaurada y expuesta en el Museo de la Industria de Córdoba, Argentina.[10]

## Aeronaves
- Horten H-I
- Horten H-II
- Horten H-III
- Horten H-IV
- Horten H-V
- Horten Ho VI
- Horten H-VII
- Horten H.XVIII
- Horten Ho 229